# کوسماچوو
کوسماچوو (به لهستانی:  Kosmaczewo) یک روستا در لهستان است که در گمینا زاویز واقع شده‌است.